# Klimaatcentrum
Het Klimaatcentrum is een Belgisch expertisecentrum rond de klimaatproblematiek. Het Centrum maakt deel uit van de Federale Wetenschappelijke Instellingen.  

## Doel
Het Centrum is gericht op de “gebruikersgedreven overdracht, vertaling en ontwikkeling van klimaatkennis van de wetenschap naar gebruikers uit het beleid, publieke en private organisaties en media”. Het doel is daarbij om klimaatactie op het gebied van mitigatie en aanpassing te ondersteunen.

## Geschiedenis
Op 7 december 2021 besloot de Ministerraad, op initiatief van Thomas Dermine, staatssecretaris voor wetenschapsbeleid. het Klimaatcentrum op te richten. De officiële opening kwam er op 29 november 2022 op de Poolruimte in Ukkel.
Het Centrum wordt geleid door een Stuurgroep, een Bureau en een Wetenschappelijk Comité. De dagelijkse werking wordt gecoördineerd door een wetenschappelijk en een operationeel directeur. De eersten in die functies waren Valerie Trouet en Ella Jamsin. Trouet nam einde 2024 ontslag.